# Керзон, Фрэнсис, 5-й граф Хау
Фрэнсис Ричард Генри Пенн Керзон, 5-й граф Хау (англ. Francis Richard Henry Penn Curzon, 5th Earl Howe; 1 мая 1884 — 26 июля 1964) — британский военно-морской офицер, член парламента, автогонщик и промоутер. Он носил титул учтивости — виконт Керзон с 1900 по 1929 год. Заседал в Палате общин Великобритании от Южного Баттерси в 1918—1929 годах. Выиграл гонку «24 часа Ле-Мана» 1931 года. Граф Хау вместе с Дадли Бенджафилдом стал соучредителем Британского клуба автогонщиков в 1928 году и был его президентом до своей смерти в 1964 году.

## Ранняя карьера
Родился 1 мая 1884 года в Лондоне. Единственный сын Ричарда Керзона, 4-го графа Хау (1861—1929), и его первой жены, леди Джорджианы Элизабет Спенсер-Черчилль (1860—1906). Получил образование в Итонском колледже и в колледже Крайст-черч.
После окончания колледжа поступил в Королевский военно-морской резерв, следуя давней семейной традиции . 28 октября 1907 года лейтенант виконт Керзон, ранее входивший в Лондонскую дивизию, был назначен командиром Сассекской дивизии Королевского военно-морского добровольческого резерва в Хоуве, Сассекс, в звании командира RNVR. Когда началась Первая мировая война, РНВР была сформирована в Королевскую военно-морскую дивизию, и им предстояло сражаться на суше как пехотинцы, а не моряки. Командир виконт Керзон служил командиром батальона Хау 2-й бригады РНД. Батальон Хау участвовал в боях в Галлиполи, апрель 1915 года — январь 1916 года; Мудрос и Ставрос, Салоники, январь — май 1916 года; Франция и Бельгия, май 1916 года — февраль 1918 года, когда батальон был расформирован. В течение части этого периода Керзон также служил адъютантом короля Георга V.
Во время Первой мировой войны, как заядлый кинорежиссер, организовал кинематографическую службу Военно-Морского Флота. Он снял кинематографический фильм о капитуляции немецкого флота в Скапа-Флоу с палубы HMS Queen Elizabeth (Биоскоп — четверг, 28 ноября 1918 г., стр. 6, колонка 2 «Сплетни и мнения» и https://www.gettyimages.co. uk/detail/news-photo/surrender-of-german-fleet-at-Scapa-flow-in-the-Orkneys-news-photo/3139960).
После перемирия виконт Керзон занялся политикой. На парламентских выборах 1918 года он получил место в Южном Баттерси, баллотируясь от Консервативной партии. Когда в 1921 году РНВР была воссоздана, виконт Керзон возобновил свою должность командира Сассексской дивизии в звании капитана; он должен был занимать эту должность до тех пор, пока РНВР не будет снова мобилизован в сентябре 1939 года, когда началась Вторая мировая война. После смерти своего отца в 1929 году Фрэнсис Керзон получил титул 5-го графа Хау, что лишило его права на переизбрание в Палату общин. Он был назначен тайным советником по случаю роспуска в 1929 году. Однако в последние годы своей карьеры в качестве члена парламента Керзон начал заниматься автогонками. Сотрудник Bentley Boys, он сыграл важную роль в формировании идей, которые привели Дадли Бенджафилда к созданию Клуба британских автогонщиков в 1928 году. Недавно получивший дворянство Эрл Хоу был избран его президентом на первом ежегодном общем собрании BRDC в 1929 году.

## Карьера автогонщика

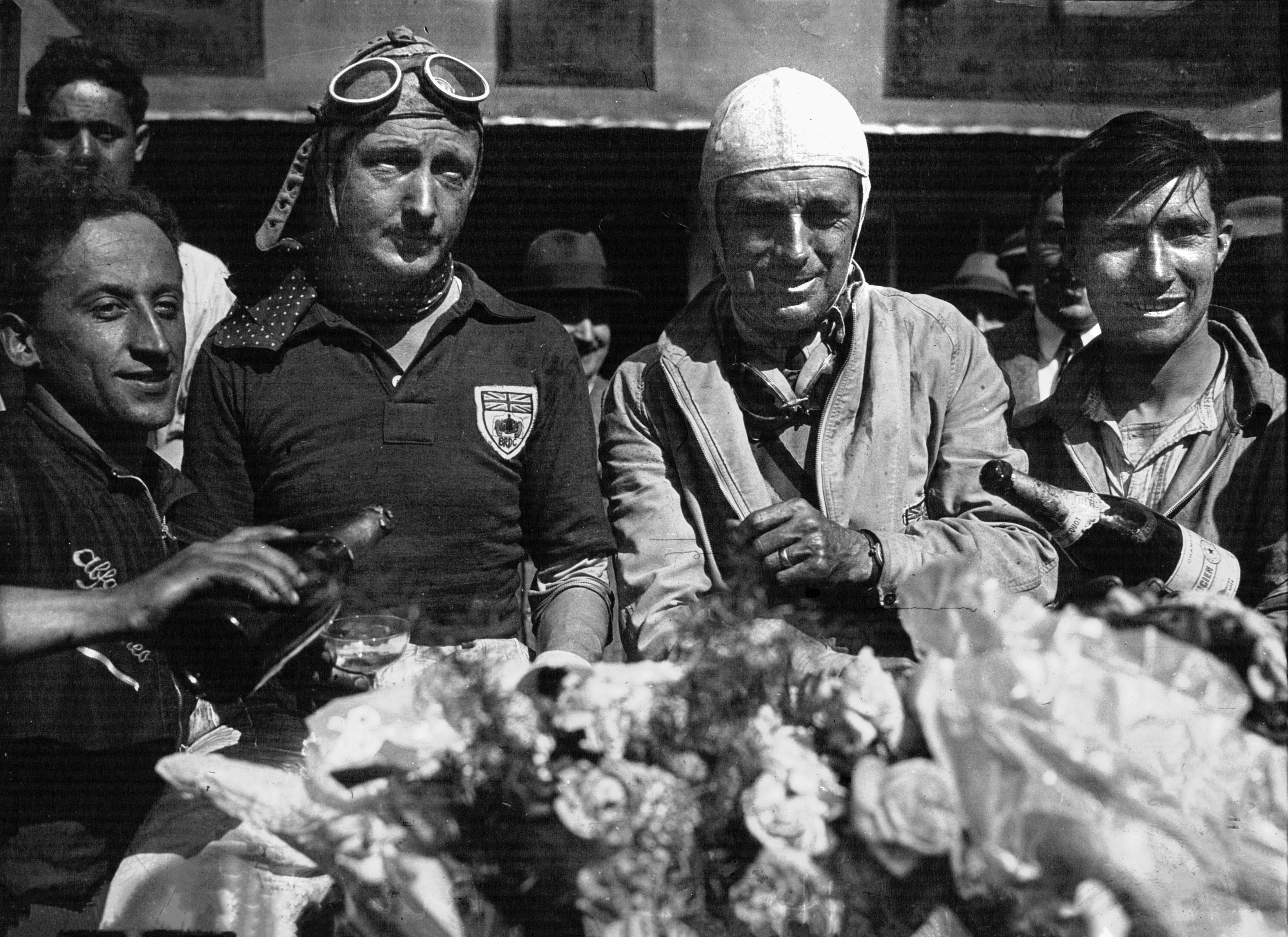
Лорд Хау (справа) и «Тим» Биркин после победы в гонке «24 часа Ле-Мана» 1931 года.

Фрэнсис Керзон дебютировал в гонках в сравнительно преклонном возрасте, в 44 года, на Irish TT 1928 года на Bugatti Type 43. Покинув Палату общин, он с возрастающей энергией продолжил карьеру водителя. В 1930-е годы он стал известным гонщиком, участвовавшим во многих национальных и международных гонках, в первую очередь в «24 часах Ле-Мана». В период с 1929 по 1935 год он шесть раз участвовал в классических соревнованиях на выносливость, пропустив только соревнования 1933 года. В первый год его включили в состав заводской команды Bentley; но позже он занялся собственными автомобилями, поскольку в 1931 году Bentley перешел во владение Rolls-Royce и ушел из автоспорта. Управляя своей Alfa Romeo 6C вместе со штурманом Лесли Коллингемом, он выиграл гонку 1930 года в классе 2-литровых двигателей. Он пересел на Alfa Romeo 8C для участия в гонках «24 часа Ле-Мана» 1931 года и выиграл гонку безоговорочно за рулем в партнерстве с Генри Биркиным.
Вдали от Ла-Сарта Эрл Хоу (как его чаще всего называли после смерти отца) ездил на различных автомобилях. Действительно, в середине 1930-х годов журнал Time назвал его обладателем «самой сложной» коллекции гоночных автомобилей в Европе. Несмотря на свой патриотизм, он часто был вынужден покупать и эксплуатировать автомобили, произведенные за пределами Великобритании, поскольку после того, как Bentley ушел из автоспорта, не было реально конкурентоспособных машин британского производства. Он отдавал предпочтение марке Bugatti, владея несколькими Bugatti и проводя кампанию за них. Он выиграл гонку Donington Park Trophy в 1933 году и добавил к своей победе победу на Гран-при Гросвенора 1938 года в Кейптауне в Южной Африке. В дополнение к этим двум победам он также финишировал на подиуме в одиннадцати других крупных гонках в период с 1933 по 1939 год и стал одним из двух мужчин, участвовавших в каждом забеге RAC Tourist Trophy на трассе Ардс, второй — ER Hall.
В 1937 году граф Хау получил серьезную травму в результате несчастного случая за рулем своего бледно-голубого и серебристого цветов (личных гоночных цветов Хоу) English Racing Automobiles R8B, когда он бросал вызов сопернику королевской семьи Таиланда принцу Бире за лидерство в Кубке Кэмпбелла на трассе Бруклендс.
Помимо поста президента BRDC, лорд Хау также был вице-президентом Международной спортивной комиссии FIA, руководящего органа международного автоспорта в то время. Он также держал вопросы автоспорта на политической арене, выступая с многочисленными речами в Палате лордов.

## Послевоенная карьера

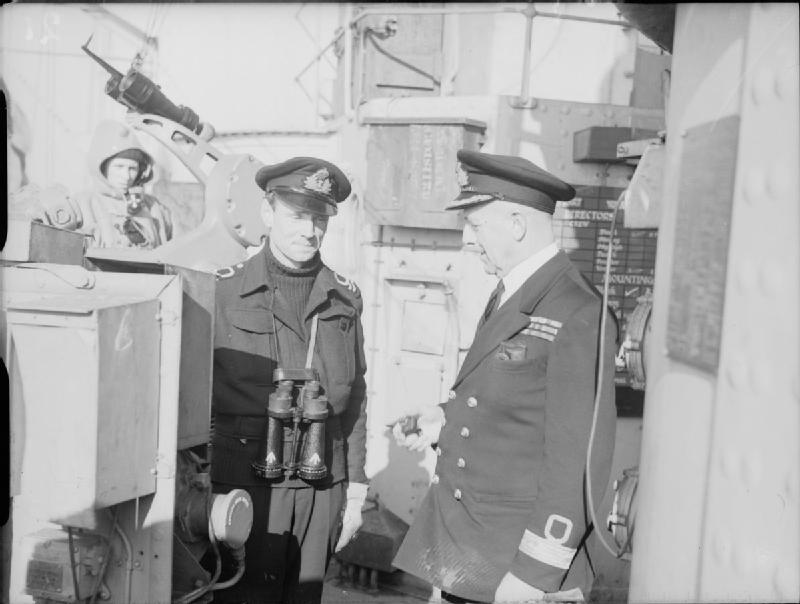
Коммодор граф Хау (справа) со своим сыном, лейтенантом Эдвардом Керзоном, на борту линкора HMS Howe во время Второй мировой войны.

Начало Второй мировой войны фактически положило конец карьере лорда Хау на передовой, и он вернулся на флот в звании коммодора. По окончании конфликта он перешел к организации гонок, хотя продолжал готовить и выставлять машины для других гонщиков, включая Тацио Нуволари. В качестве президента BRDC и покровителя недавно созданного Клуба 500 он сыграл важную роль в возобновлении автогонок и оказал политическое давление, чтобы разрешить использование аэродромов для автоспорта. Вместе со своим другом и соратником Питером Фулком Гревиллем он участвовал в организации первого Гран-при Великобритании в Сильверстоуне в 1948 году, который получил полный статус чемпионата мира Формулы-1 с самого начала чемпионата в 1950 году. В том же году он учредил ежегодную встречу BRDC International Trophy. Под 35-летним руководством графа Хау BRDC прошла путь от частного обеденного клуба до одной из самых успешных и известных ассоциаций автоспорта в мире.

## Трофей графа Хау
Сегодня BRDC хранит в его память весьма престижную награду: Трофей графа Хау. До 2018 года эта награда вручалась ежегодно «британскому гонщику, занявшему наивысшее место в гонке Indy 500, или британскому гонщику, показавшему самые высокие результаты года в Северной Америке». Критерии победы были субъективными и определялись по усмотрению жюри. В 2016 году победителем стал Эд Джонс, гонщик из Дубая, выигравший серию Indy Lights 2016 года, в то время как ни один британский гонщик не вошел в первую десятку гонки Indianapolis 500 2016 года. В 2017 году обладателем Earl Howe Trophy стал Сэм Бёрд, выигравший обе гонки на этапе чемпионата мира Формулы E в США: ePrix Нью-Йорка 2017 года. В отличие от прошлого года, два британских гонщика финишировали в первой десятке в Индианаполисе — Джонс (третий) и Макс Чилтон (четвертый), причем Чилтон также лидировал по количеству кругов в гонке. Ранее Джастин Уилсон выиграл награду 2013 года, заняв пятое место на мероприятии Indianapolis 500 в том же году.
С 2019 года награда присуждается «самому выдающемуся выступлению года в исторических гонках». Первыми победителями по новым критериям стали Филип Уокер и Гордон Шедден, которые вместе со штурманом Майлзом Гриффитсом выиграли историческую гонку на выносливость «Шесть часов Спа» в 2019 году.
| Обладатели трофея Графа Хау — исторические гонки | Обладатели трофея Графа Хау — исторические гонки | Обладатели трофея Графа Хау — исторические гонки               |
| Год                                              | Получатель                                       | Достижение                                                     |
| ------------------------------------------------ | ------------------------------------------------ | -------------------------------------------------------------- |
| 2023                                             | Энди Приоль                                      | Победитель гонок Goodwood RAC TT Celebration и Spa Six Hours   |
| 2022                                             | Гордон Шедден                                    |                                                                |
| 2021                                             | Майкл Лайонс                                     | Трехкратный победитель Исторического Гран-при Монако 2021 года |
| 2020                                             | Не присуждается                                  | Не присуждается                                                |
| 2019                                             | Филип Уолкер Гордон Шедден                       | Победители забега «Шесть часов Спа»                            |

| Обладатели Трофея Графа Хау — за заслуги перед Северной Америкой | Обладатели Трофея Графа Хау — за заслуги перед Северной Америкой | Обладатели Трофея Графа Хау — за заслуги перед Северной Америкой |
| Год                                                              | Получатель                                                       | Достижение |
| ---------------------------------------------------------------- | ---------------------------------------------------------------- | --- |
| 2018                                                             | Ричард Уэстбрук                                                  | Победитель класса 24 часа Дайтоны GTLM 2018 года, занявший второе место в чемпионате и трехкратный победитель класса в чемпионате WeatherTech SportsCar Championship 2018 года. |
| 2017                                                             | Сэм Бёрд                                                         | Победитель обеих гонок ePrix Нью-Йорка 2017. |
| 2016                                                             | Эд Джонс                                                         | Победитель серии Indy Lights 2016 г. |
| 2015                                                             | Ричард Уэстбрук                                                  | Занявший второе место в чемпионате и двукратный победитель гонок United SportsCar Championship 2015.                                                                            |
| 2014                                                             | Джек Харви                                                       | Занявший второе место в чемпионате и четырехкратный победитель гонок в сезоне Indy Lights 2014.                                                                                 |
| 2013                                                             | Джастин Уилсон                                                   | Пятое место в Индианаполисе 500 2013 года. |
| 2012                                                             | Дарио Франкитти                                                  | Победитель гонки Индианаполис 500 2012 года. |
| 2011                                                             | Дэн Уэлдон†                                                      | Победитель гонки Индианаполис 500 2011 года |
| 2010                                                             | Дарио Франкитти                                                  | Победитель гонки Индианаполис 500 2010 года. |
| 2009                                                             | Дарио Франкитти                                                  | Победитель гонки Индианаполис 500 2010 года. |
| 2008                                                             | Дэвид Култхард                                                   | Третье место на Гран-при Канады 2008 года. |
| 2007                                                             | Дарио Франкитти                                                  | Победитель гонки Индианаполис 500 2007 года. |
| 2006                                                             | Дэн Уэлдон                                                       | Четвертое место в Индианаполисе 500 2006 года |
| 2005                                                             | Дэн Уэлдон                                                       | Победитель гонки Индианаполис 500 2005 года. |
| 2004                                                             | Дэн Уэлдон                                                       | Третье место в Индианаполисе 500 2004 года |
| 2003                                                             | Марк Тейлор                                                      | Победитель серии Infiniti Pro 2003 года |
| 2002                                                             | Дарио Франкитти                                                  | Трехкратный победитель гонок сезона CART 2002 г. |
| 2001                                                             | Дэн Уэлдон                                                       | Занявший второе место в чемпионате и двукратный победитель гонок в сезоне Indy Lights 2001 года.                                                                                |
| 2000                                                             | Джеймс Уивер                                                     | Победитель Гранд-американского чемпионата по шоссейным гонкам 2000 года. |
| 1999                                                             | Дарио Франкитти                                                  | Занявший второе место в чемпионате и трехкратный победитель гонок в сезоне CART 1999 года.                                                                                      |
| 1997                                                             | Джеймс Уивер Энди Уоллес                                         | Победители гонки «24 часа Дайтоны» 1997 года. |
| 1996                                                             | Марк Бланделл                                                    | Два места в пятерке лучших в Мировой серии IndyCar 1996 года. |
| 1993                                                             | Найджел Мэнселл                                                  | Победитель Мировой серии IndyCar 1993 года. |
| 1987                                                             | Джонни Дамфриз                                                   | Победитель гонки чемпионата IMSA GT 1987 года. |
| 1984                                                             | Дерек Белл                                                       | Пятикратный победитель гонок и третье место в чемпионате IMSA GT Championship 1984 года                                                                                         |
| Этот список неполный. † Награжден посмертно.                     |                                                                  | |

## Личная жизнь
Лорд Хау был трижды женат. 28 октября 1907 года он женился на своей двоюродной сестре Мэри Керзон (30 октября 1887 — 1 сентября 1962), дочери достопочтенного Монтегю Керзона и Эсме Фицрой. Они развелись в 1937 году. Дети от первого брака:
- Эдвард Ричард Эштон Пенн Керзон, 6-й граф Хау (7 августа 1908 — 29 мая 1984), сын и преемник отца.
- Леди Джорджиана Мэри Керзон (7 января 1910 — 11 января 1976), в 1935 году она вышла замуж за Хоума Кидстона (1910—1996), офицера Королевского флота, фермера и автогонщика.

8 февраля 1937 года он женился вторым браком на Джойс Мэри Маклин Джек, дочери Чарльза Маклина Джека. Супруги развелись в 1943 году. Дети от второго брака:
- Леди Фрэнсис Эсме Керзон (8 июня 1939 — 22 августа 2020), 1-й муж с 1962 года Дерек Алан Уайтинг, 2-й муж с 1976 года Гарольд Денман. От двух браков у неё было трое детей.

8 февраля 1944 года лорд Хау женился в третий раз на Сибил Бойтер Джонсон (1900—1999), дочери капитана Фрэнсиса Джонсона и Маргариты Люси Мэтисон. Её первым мужем был майор Эрнест Данкомб Шафто, от брака с которым у неё была одна дочь. Дети графа Хау от третьего брака:
- Леди Сара-Маргарита Керзон (род. 25 января 1945), 1-й муж с 1966 года гонщик Формулы-1 Пирс Каридж (1942—1970), 2-й муж с 1972 года Джон Аспиналл (1926—2000)

Фрэнсис Керзон, 5-й граф Хау, умер в июле 1964 года в Амершеме, Бакингемшир. Ему наследовал его сын Эдвард.

## Награды
- Кавалер Ордена Британской Империи (CBE)
- Британская военная медаль
- Медаль Победы
- Звезда 1939—1945
- Медаль обороны
- Военная медаль 1939—1945 гг.
- Коронационная медаль Георга V
- Медаль Серебряного юбилея короля Георга V
- Коронационная медаль Георга VI
- Коронационная медаль Елизаветы II
- Награда для офицеров Королевского военно-морского резерва